# Алфонсо Арау
Алфонсо Арау Инчаустеги (енгл. Alfonso Arau Incháustegui; Мексико, 11. јануар 1932), мексичко амерички је филмски, гласовни и ТВ глумац, редитељ, сценариста и продуцент.
Фернандо Арау, његов син, познати је глумац, комичар, пантомимичар, писац, режисер и музичар.